# Lenguas nilóticas meridionales
Las lenguas nilóticas meridionales son un grupo de lenguas nilóticas, habladas por varios pueblos nilóticos entre los que están los kalenjin, los tatoga.

## Clasificación
Las lenguas nilóticas occidentales se dividen convencionalmente en dos grupos:
- Kalenjinː
  - Grupo elgonː kupsabiny (sebei), sabaot
  - Grupo nandi-markwetaː aramanik, endo (maraket), kalenjin-nandi, kisankasa, mediak, mosiro, tugen.
  - Otrasː okiek, pökoot (pakot, suk), terik

Grupo nandi-markwetaː 
- Tatoga: Datooga, Omotik.

Antes de la clasificación de Joseph Greenberg de las lenguas africanas estas lenguas se clasificaban dentro de la familia nilo-camítica, hoy considerada obsoleta como clasificación. De hecho, existen interesantes diferencias entre estas lenguas y las que originalmente se denominaron "nilóticas" (ahora nilótico occidental. Por lo que respecta a las formas pronominales la diferencia entre la rama occidental y las otras ramas meridional y oriental (consideradas previamente nilo-camíticas): las ramas meridional y oriental tienen formas especiales en la inflexión de persona que no aparecen en la rama occidental. Otro punto en que difieren es el orden básico (VSO predominante en el grupo oriental y meridional; y SVO en el grupo occidental).

## Comparación léxica
Los numerales en diferentes lenguas nilóticas meridionales son:
| GLOSA | Elgon   | Elgon   | Nandi-Markweta | Nandi-Markweta   | Pökoot  | Tatoga  | PROTO- NILÓTICO Mer. |
| GLOSA | Sebei   | Sabaot  | Endo           | Kalenjin (nandi) | Pökoot  | Datooga | PROTO- NILÓTICO Mer. |
| ----- | ------- | ------- | -------------- | ---------------- | ------- | ------- | -------------------- |
| '1'   | akɛ́ːŋkɛ | aɡɛ́ːŋgɛ | ɒ́kɔ́ːŋɔ         | akɛ̀ːŋkɛ          | àkɔ́ɔ́ŋkɔ̀ | ʔàɡi    | *a-kɛːŋ-             |
| '2'   | ɑréːɲ   | ɑyéːŋ   | ərèːɲ          | áɛ̂ːŋ             | òdë̀ë̀ŋ   | íyèeɲa  | *a-reːŋ              |
| '3'   | sómok   | sómok   | sómók          | sómòk            | sä́mä́k   | sàmàgu  | *sɔmɔk               |
| '4'   | aŋwán   | aŋwán   | ɒ́ŋwɒ̀n          | áŋwàn            | àŋwân   | ʔàŋwàn  | *ɑ-ŋwɑn              |
| '5'   | múːt    | múːt    | mùːt           | mûːt             | múut    | mùuti   | *muːt-               |
| '6'   | 5 ɑk 1  | lɑ      | lɔ́             | là               | 5 ŋɡɔ́ 1 | làh     | *lɑh                 |
| '7'   | 5 ɑk 2  | tɪ́sap   | tɪ́sɔ́p          | tísap            | 5 ŋgɔ́ 2 | isbwà   | *tisɑp               |
| '8'   | 5 ɑk 3  | sɪsɪ́ːt  | sisíːt         | sisíːt           | 5 ŋgɔ́ 3 | sìss    | *sis(-iːt)           |
| '9'   | 5 ɑk 4  | sɑ́kɑːl  | sɔkɔ̀ːl         | sókôːl           | 5 ŋgɔ́ 4 | ʃàgèeʃʃ | *sɑkɑːl              |
| '10'  | támán   | támán   | tɒmɒn          | táman            | támàn   | dàmáná  | *tɑmɑn               |